# Zebú
|  | No s'ha de confondre amb Cebú. |

El zebú (Bos primigenius indicus o Bos indicus) és una subespècie asiàtica de toro (Bos primigenius). Es va originar a l'Àsia meridional i es caracteritza per tenir un gep molt acusat en les espatlles, altres característiques diferenciadores són les orelles que pengen i una gran papada. Els zebús estan molt adaptats a les altes temperatures i són una espècie de la ramaderia adequada als països tropicals tant sigui com a zebús purs o hibridats amb la subespècie europea (toro). Els zebús s'utilitzen com animals de tir, per la producció de llet i de carn. Com a subproductes s'obté cuir i fems, aquest darrer usat com a combustible (assecats) i fertilitzant.

## Taxonomia
El nom científic (que actualment és Bos primigenius indicus) era originalment Bos indicus tractant-lo com a espècie diferenciada, però actualment es classifica dins l'espècie Bos primigenius, junt amb la subespecie toro (Bos primigenius taurus) i l'antecedent de tots dos l'extingit Ur (Bos primigenius primigenius).

## Origen
Es creu que els zebús deriven de l'ur asiàtic, que a vegades és tractat com a subespècie amb el nom de, Bos primigenius namadicus. Una altra espècie de boví silvestre, el gaur (Bos gaurus) pot ser que hagi contribuït al desenvolupament dels zebús. Els urs salvatges asiàtics varen desaparèixer durant la Civilització de la Vall de l'Indus, possiblement per hibridació amb els zebús domesticats i per la fragmentació de les poblacions salvatges degut a la pèrdua d'hàbitat.

## Races
Hi ha unes 75 races de zebú que es divideixen entre races africanes i races del sud d'Àsia. La raça africana sanga es pot distingir de les altres races pures de zebú pel fet de tenir geps més petits i col·locats més endavant.
A l'Àfrica es van importar zebús des de fa segles i es van creuar amb toros locals essent la concentració de gens de zebús més alta a l'illa de Madagascar que al continent.
Al Brasil es van importar zebús a principi del segle xx i es van creuar amb la raça europea de vaca charolesa al resultat obtingut se'n diu chanchim que té carn de millor qualitat que el zebú i més resistència a la calor que la vaca charolesa.
També s'han fet creuaments amb diverses races de toros i també de iacs, gaurs o bantengs salvatges.
En el rodeos nord-americans es fan servir, sovint, zebús de la raça índia Brahman.
El 1999, investigadors de la Universitat A&M de Texas van reeixir a clonar un zebú.